# شاباز محمد
شاباز محمد (بالإنجليزية: Shabazz Muhammad)‏ مواليد 13 نوفمبر 1992، هو لاعب كرة سلة أمريكي يلعب مع فريق مينيسيوتا تيمبر وولفز في الرابطة الوطنية لكرة السلة ويحمل الرقم 15. يبلغ طوله 6 قدم 6 بوصة (2.0 م).

## فرق لعب لها
- مينيسيوتا تيمبر وولفز

## روابط خارجية
- شاباز محمد على موقع إن بي أي (الإنجليزية)
- شاباز محمد على موقع سبورتس رفرنس (الإنجليزية)
- شاباز محمد على موقع كرة السلة الأوروبية.كوم (الإنجليزية)
- شاباز محمد على موقع إي إس بي إن.كوم (الإنجليزية)
- شاباز محمد على موقع كلية كرة السلة في سبورتس رفرنس.كوم (الإنجليزية)
- شاباز محمد على موقع ريلجم (الإنجليزية)
- شاباز محمد على موقع بروبوليرز (الإنجليزية)
- شاباز محمد على موقع سبورتس رفرنس (الإنجليزية)
- شاباز محمد على موقع سبورتس رفرنس (الإنجليزية)